# Hinterwurth
Hinterwurth ist eine Hofschaft von Wipperfürth im Oberbergischen Kreis im Regierungsbezirk Köln in Nordrhein-Westfalen (Deutschland).

## Lage und Beschreibung
Die Hofschaft liegt im Nordosten von Wipperfürth südwestlich des Dorfes Kreuzberg an der Kreisstraße K30. Aufgeteilt in zwei Siedlungsbereiche besteht Hinterwurth aus einem Reiterhof im Norden und aus einem Wohnplatz im Süden. Dort befindet sich ein Wanderparkplatz für Besucher der Schevelinger Talsperre. Nachbarorte sind Niederscheveling, Kreuzberg, Vorderwurth und Schleise. Im Ort entspringt der in den Schevelinger Bach mündende Hinterwurther Siepen.
Politisch wird der Ort durch den Direktkandidaten des Wahlbezirks 11 (110) Kreuzberg im Rat der Stadt Wipperfürth vertreten.

## Geschichte
1443 wird Hinterwurth in „Einkünfte und Rechte des Kölner Apostelstiftes“ erstmals mit der Ortsbezeichnung „Wort“ genannt. Die Karte Topographia Ducatus Montani aus dem Jahre 1715 zeigt jeweils zwei Höfe an getrennt voneinander liegenden Plätzen und bezeichnet diese einheitlich mit „Wurdt“. In der Karte Topographische Aufnahme der Rheinlande von 1825 sind die Hofschaften mit eigenen Ortsnamen versehen. „Nied. Wort“ lautet nun die Ortsbezeichnung. Ab der Preußischen Uraufnahme von 1840 bis 1844 wird der heute gebräuchliche Name „Hinterwurth“ verwendet.

## Busverbindungen
Über die in Hinterwurth gelegene Bushaltestelle der Linie 338 (VRS/OVAG) ist eine Anbindung an den öffentlichen Personennahverkehr gegeben.

## Wanderwege
Die vom SGV ausgeschilderten Wanderwege A1 und der Wipperfürther Rundweg führen durch den südlichen Siedlungsbereich der Hofschaft.